# Por todo lo alto
Amantes  El desprecio
Por todo lo alto est une telenovela vénézuélienne inédite de l'écrivain Vivel Nouel, produite et diffusée par la chaîne RCTV en 2006. Les protagonistes principaux sont Marianela González et Winston Vallenilla et les antagonistes principaux sont Jean Carlo Simancas et Roxana Díaz.

## Synopsis
Dans l'aéroport caribéen de San Miguel Arcángel, se rencontrent trois sœurs et  femmes hardies : Anabela, Morana et Dulce María qui luttent pour contrôler leur propre vie, tout en s'introduisant dans le monde aéronautique machiste.
Anabela Marcano est la première de cette histoire, qui rêve d'être pilote professionnel, comme son père mort dans un mystérieux accident aérien. Elle planifie comment réaliser son rêve et elle feint de se conformer au travail d'hôtesse de l'air de la compagnie aérienne "Alas del Caribe". À la recherche de liberté, la rebelle  décide de s'enfuir avec Humberto, un pilote médiocre qui la séduit en prétendant trompeusement l'aider dans ses études aéronautiques.
Dans le monde plein de turbulences de l'aviation où règnent la compétition et les rivalités professionnelles, l'aventure et la romance, Anabela, Morana et Dulce María conduiront chacune son destin vers son ciel particulier, en utilisant ses propres armes jusqu'à l'atteindre.

## Distribution
- Marianela González : Anabela Marcano[1]
- Winston Vallenilla : Rubén Alegría[2]
- Roxana Díaz : Morana Bastardo[3]
- Jerónimo Gil : Alcides Uriquiaga[4]
- Ámbar Díaz : Dulce María Hidalgo
- Jean Carlo Simancas : Ignacio Uriquiaga
- Marialejandra Martín : Divina Alegría
- Daniel Alvarado : Bienvenido Alegría
- Ricardo Bianchi : Tomas Torres (Toto)
- Aileen Celeste : Victoria Bermúdez de Torres
- Sandro Finoglio : Enrique Álvarez
- Luis Gerardo Núñez : Arturo Alcántara
- Marlene Maseda : Lucía de Alcántara
- Margarita Hernández : Violeta de Uriquiaga
- Cayito Aponte : Viejo "El Carrizo"
- Gioia Lombardini : Lucía Carrizo de Cantaclaro
- Estefanía López : Cruz Alegría
- César Román : Zarataco
- Daniela Navarro : Chacha Martínez
- Sandra Martínez : Reina Patricia Hidalgo
- Carmen Alicia Lara : Celia Alegría
- Juan Carlos Martínez : Zuzu
- Eric Noriega : Tirso
- Aleska Díaz Granados : Ifigenia
- Enrique Izquierdo : Lucho
- Liliana Meléndez : Finita
- Natalia Romero : Nereida
- Andreína Mazzeo : Martita
- Ileana Aloma : Gladis
- Luis Olavarrieta : Torcuato Pérez
- José Madonía : Rómulo
- Eduardo Orozco : Humberto Bastardo
- Cynthia Cabrera : Desiree Torres
- José Leal : Elvis Crespo Alegría
- Maylen Noguera : Veruzca
- Julián Gil : Halcón
- Glennys Colina
- Miriana Bello
- Sheyene Gerardi : Sonia
- Cristóbal Lander : Rodolfo
- Norelys Rodríguez

## Production
- Titulaire des droits d'auteur de l'œuvre originale : Radio Caracas Televisión C.A.
- Produite par : Radio Caracas Televisión C.A.
- Vice-Président de Dramatiques, Humour et  Variétés RCTV Radio Caracas Televisión C.A. : José Simón Escalona
- Direction générale : Otto Rodríguez
- Production générale : José Gerardo Guillén
- Direction artistique : Dagoberto González
- Direction des extérieurs : Arturo Páez, Henry Gaspar Colmenares
- Production des extérieurs : Jesenia Colmenarez
- Direction photographique : Wily Balcázar
- Édition : Alexis Montero